# Георги Москов (политик)
Георги Сталев Москов (Маноилов) е деец на Българската комунистическа партия (член на нейния Централен комитет), участвал в Септемврийското въстание (командир на отряд) от 1923 г. и после в четата на Зографов.

## Биография
Роден е в Малко Търново през 1897 г. Преселен е и живее в Лом.
Член е на БКП от 1919 г. Участва в Септемврийското въстание през 1923 г. Командир е на въстанически отряд в Лом. Участва в четата на Зографов в периода 1924 – 1925 г.
Емигрант е в СССР между 1926 и 1931 г. Член е на Централния комитет на БКП. През 1931 г. нелегално се завръща в България, където е заловен от полицията и убит.
Негов бюст-паметник е издигнат на централния площад „Преображение“ в родния му град Малко Търново.